# ハン・チェア
ハン・チェア（韓国語：한 채아、本名：キム・ソヒョン、韓国語：김서현、1982年3月24日 - ）は、韓国の女優。身長167cm、体重45kg。血液型A型。漢陽女子専門大学国語国文学科卒業。漢陽女子専門大学大学院古典文学修士。ミスティック・エンターテインメント所属。

## 人物
本名はキム・ギョンハだったがキム・ソヒョンに改名している。

## 来歴
24歳の2006年にソン・ホヨン「愛は別れを連れてくる」のミュージックビデオでデビュー。
翌2007年には、リュ・シウォンが日本で発表した「With You」のミュージックビデオに出演。
その後、テレビでは、シチュエーションコメディ（シットコム）『コッキリ（象）』（2008年）で格闘技のヒョードルを尊敬する少女クッ・チェアを演じる。
2009年、テレビドラマ「スタイル」で有名ファッション誌の編集者役で一躍、脚光を浴びる。

## 出演作品

### テレビドラマ
- コッキリ（象）（2008年、MBC 全124話） - クッ・チェア 役
- スタイル（2009年、SBS 全16話） - チャ・ジソン 役
- お隣さんは元ダンナ（2010年、SBS 全65話） - ユン・ハヨン 役
- 愛を信じます（2011年、KBS2 全62話） - キム・ミョンヒ 役
- ヒーロー（2012年、OCN 全9話） - ユン・イオン 役
- カクシタル（2012年、KBS2 全28話） - チェ・ホンジュ 役
- ウララ・カップル（2012年、KBS2 全18話） - ビクトリア・キム 役
- 私の恋愛のすべて（2013年、SBS 全16話） - アン・ヒソン 役
- 未来の選択（2013年、KBS2 全65話） - ソ・ユギョン 役
- あなただけが私の愛（2014年-2015年、KBS1 全120話） - ソン・ドウォン 役
- 客主〜商売の神〜（2015年-2016年、KBS 全41話） - チョ・ソリン 役
- 内省的なボス（2017年、tvN 全16話） -チェ・ジヘ 役
- 恋慕（2021年、KBS2 全20話） - 嬪宮 役[2]
- ゴールデンスプーン（2022年、MBC 全16話） - チン・ソネ 役[3]
- コッソンビ熱愛史（2023年、SBS 全18話） - ファリョン 役

### 映画
- ごますりの王 (2012年) ソン・ソニ 役
- メイド・イン・チャイナ (2014年) チャン・ミ 役
- 一発 (2014年) チイン 役
- パートタイム・スパイ　(2017年)
- 京都から届いた手紙（2022年）[4]

### ミュージカル
- グリース（2019年）[5]

### ミュージックビデオ
- ソン・ホヨン<愛は別れを連れてくる>(2006年9月13日)
- リュ・シウォン<With You>(2007年5月23日)

## 受賞歴
- 2012年 SBS演技大賞 ニュースター賞

## 広報大使
- 2007年 第7回大韓民国世界青少年映画祭 広報大使
- 2008年 第8回大韓民国世界青少年映画祭 広報大使
- 2010年 第4回ソウル国際家族映像祝祭 広報大使
- 2012年 韓国外科研究財団 広報大使